# Dan Malloy
Pour les articles homonymes, voir Malloy.
Dannel Patrick Malloy, dit Dan Malloy, né le 21 juillet 1955 à Stamford (Connecticut), est un homme politique américain. Membre du Parti démocrate, il est le 88e gouverneur du Connecticut, en fonction de 2011 à 2019, avec Nancy Wyman au poste de lieutenant-gouverneur.

## Biographie
Dan Malloy est diplômé de droit du Boston College. Au début des années 1980, il est procureur de district assistant à Brooklyn. Il devient ensuite avocat dans sa ville natale de Stamford. Il est élu maire de la ville en 1995 face au sortant républicain et est réélu quatre fois.
En 2006, il se présente une première fois au poste de gouverneur du Connecticut. Il est cependant battu par le maire de New Haven John DeStefano Jr. (en) lors de la primaire démocrate, lui-même battu par la républicaine sortante Jodi Rell quelques mois plus tard.

### Gouverneur du Connecticut
En 2010, il est élu gouverneur de justesse, en battant le républicain Tom Foley de 6 400 bulletins. Durant son premier mandat, il augmente les taxes sur les plus aisés ainsi que le salaire minimum (à 10,10 dollars de l'heure) et fait adopter une réforme de la justice pénale,. Quelques mois après la tuerie de l'école primaire Sandy Hook, qui s'est déroulée dans l'État, il signe une loi imposant des contrôles d'antécédents pour tous les achats d'armes à feu et ajoute plus 100 armes à la liste des fusils d'assaut interdits dans le Connecticut.
Malloy est candidat à un second mandat en 2014. Il affronte à nouveau Tom Foley. Son élection est considérée comme incertaine en raison de sa faible popularité et du contexte national favorable aux républicains. Il est cependant réélu gouverneur avec 51 % des suffrages contre 48 % pour Foley, soit 25 000 voix d'écart. En décembre 2015, il prend la tête de l'association des gouverneurs démocrates.
En janvier 2016, General Electric annonce qu'il déplace son siège de Fairfield à Boston, dans le Massachusetts. Confronté à un déficit d'un milliard de dollars, Malloy choisit alors de ne plus augmenter les impôts mais de réduire fortement les dépenses et de licencier des fonctionnaires. Il mécontente alors l'aile gauche de son parti, qui souhaitait davantage taxer les plus riches et les entreprises. Il devient l'un des deux gouverneurs les moins populaires du pays, avec le républicain Sam Brownback du Kansas. En juin 2016, 68 % des électeurs du Connecticut disent désapprouver son action.